# Nailhac
Nailhac é uma comuna francesa na região administrativa da Nova Aquitânia, no departamento Dordonha. Estende-se por uma área de 19,93 km². Em 2010 a comuna tinha 323 habitantes (densidade: 16,2 hab./km²).